# Ánh Tú
Ánh Tú (映秀镇) là một trấn tại huyện Vấn Xuyên thuộc châu tự trị A Bá, tỉnh Tứ Xuyên, Cộng hòa Nhân dân Trung Hoa. Trấn này có diện tích 115,12 ki-lô-mét vuông, dân số cuối năm 2004 là 6906 người, trong đó dân số nông nghiệp là 4181 người. Trấn này được chia thành 8 thôn và 9 tiêu tổ thôn dân, do di dân công trình thủy điện Tử Thủy, năm 2005, dân số nông nghiệp là 3387 người, có 7 thôn và 25 tiểu tổ thôn dân. Năm 2008，Ánh Tú có 8 thôn, 29 tiêu tổ thôn dân, dân thường trú là 6906 người, trong đó dân nông nghiệp là 4193 người.
Cây lương thực chủ yếu của Ánh Tú là ngô, khoai lang, cây lấy dầu.
Năm 2002, thu nhập bình quân đầu người 1885 nhân dân tệ, tổng sản lượng lương thực 658.567 kg，bình quân đầu người 128 kg, giá trị sản lượng các xí nghiệp hương trấn đạt 2027 vạn nhân dân tệ.。
Ngày 12/5/2008, tâm chấn trận động đất lớn ở vùng phụ cận Ánh Tú. Trấn này bị thiệt hại nặng nề.